# Acritochaete volkensii
Genre
Espèce
Acritochaete volkensii est une espèce de plantes monocotylédones de la famille des Poaceae, sous-famille des Panicoideae, originaire d'Afrique.  C'est l'unique espèce du genre Acritochaete (genre monotypique).